# Nombre semiprimer
Nombre semiprimer (també anomenat biprimer o 2-gairebé primer o nombre pq), en matemàtica, és un nombre natural que és el producte de dos nombres primers (no necessàriament distints). Els nombres semiprimers menors de 100 són 4(=2x2), 6(=3x2), 9(=3x3), 10(=2x5), 14(=2x7), 15, 21, 22, 25, 26, 33, 34, 35, 38, 39, 46, 49, 51, 55, 57, 58, 62, 65, 69, 74, 77, 82, 85, 86, 87, 91, 93, 94, i 95 (seqüència A001358 d'OEIS).

## Propietats
- Per definició, el nombre total de factors primers és 2 per qualsevol nombre semiprimer.
- Un semiprimer, o és un quadrat perfecte d'un nombre primer o un nombre enter lliure de quadrats.
- El quadrat d'un nombre primer també és nombre semiprimer (per definició).
- El valor de la funció φ d'Euler per a un nombre semiprimer n=pq és particualrmenr simple quan p iq són diferents: φ(n) = n + 1 − (p + q) i si són iguals : φ(n) = φ(p²) = (p − 1) p = p² − p = n − p.